# غرايسون إل. كيرك
غرايسون إل. كيرك (بالإنجليزية: Grayson L. Kirk)‏ هو عالم سياسة أمريكي، ولد في 12 أكتوبر 1903 في جفرسونفيل في الولايات المتحدة، وتوفي في 21 نوفمبر 1997 في برونكسفيل في الولايات المتحدة.